# フリッツ・ハイネマン
フリッツ・ハイネマン（Fritz Heinemann、1864年1月1日 - 1932年12月1日 ）はドイツの彫刻家である。

## 略歴
現在のノルトライン＝ヴェストファーレン州のアルテナで生まれた。1863年から1869年の間、ニュルンベルクの美術学校で学んだ後、ベルリンの美術アカデミーに移り、1888年まで、美術アカデミーでアルベルト・ヴォルフ(Albert Wolff)、フリッツ・シャーパー(Fritz Schaper)、ゲルハルト・ヤーネンシュ(Gerhard Janensch)らに彫刻を学んだ。1889年から1905年の間はベルリン工芸美術館の美術学校(Unterrichtsanstalt des Kunstgewerbemuseums Berlin)で教えた。1888年に大ベルリン美術展(Große Berliner Kunstausstellung)に初めて出展した。1891年にパリ、1892年にローマで修業した。
1912年頃はベルリン＝ダーレムに住み 、騎兵将校の娘と結婚した。
19世紀後半のドイツで、ラインホルト・ベガス(Reinhold Begas)らによって進められ流行した「新バロック形式」の彫刻のスタイルを取らなかった彫刻家で、アドルフ・フォン・ヒルデブラントの美術理論やオーギュスト・ロダンの作品に影響を受けていたとされる。

## 作品

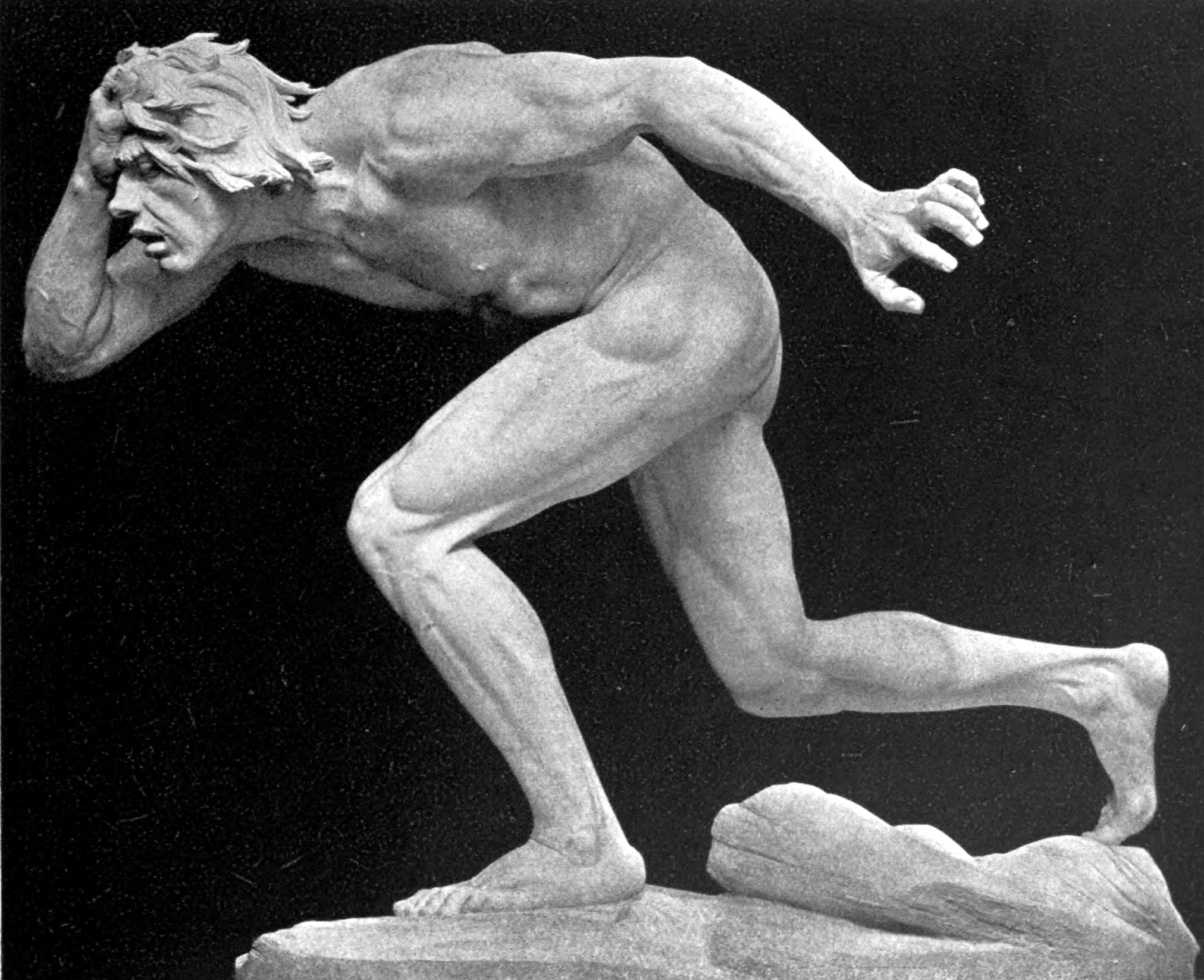
Cain
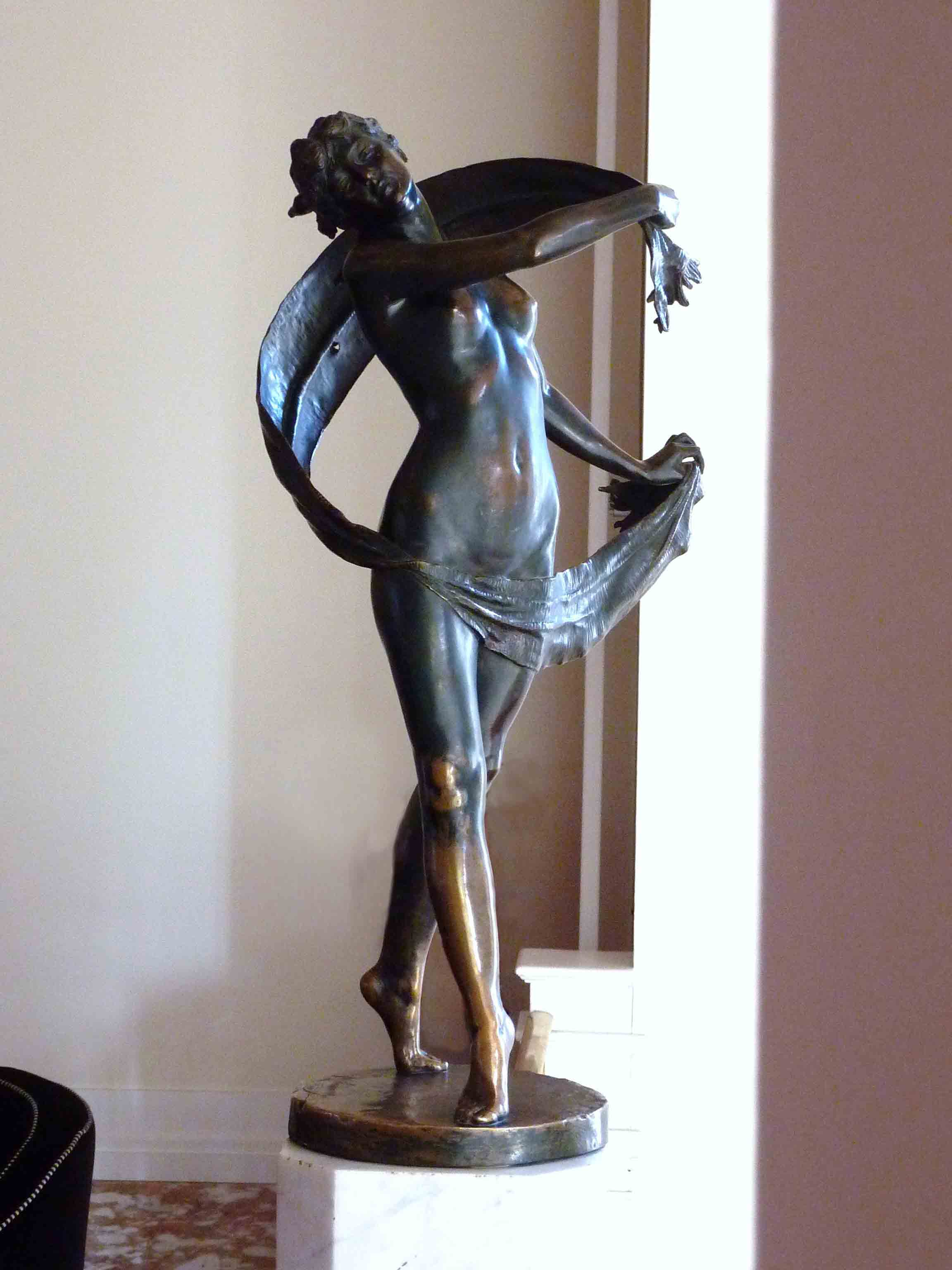
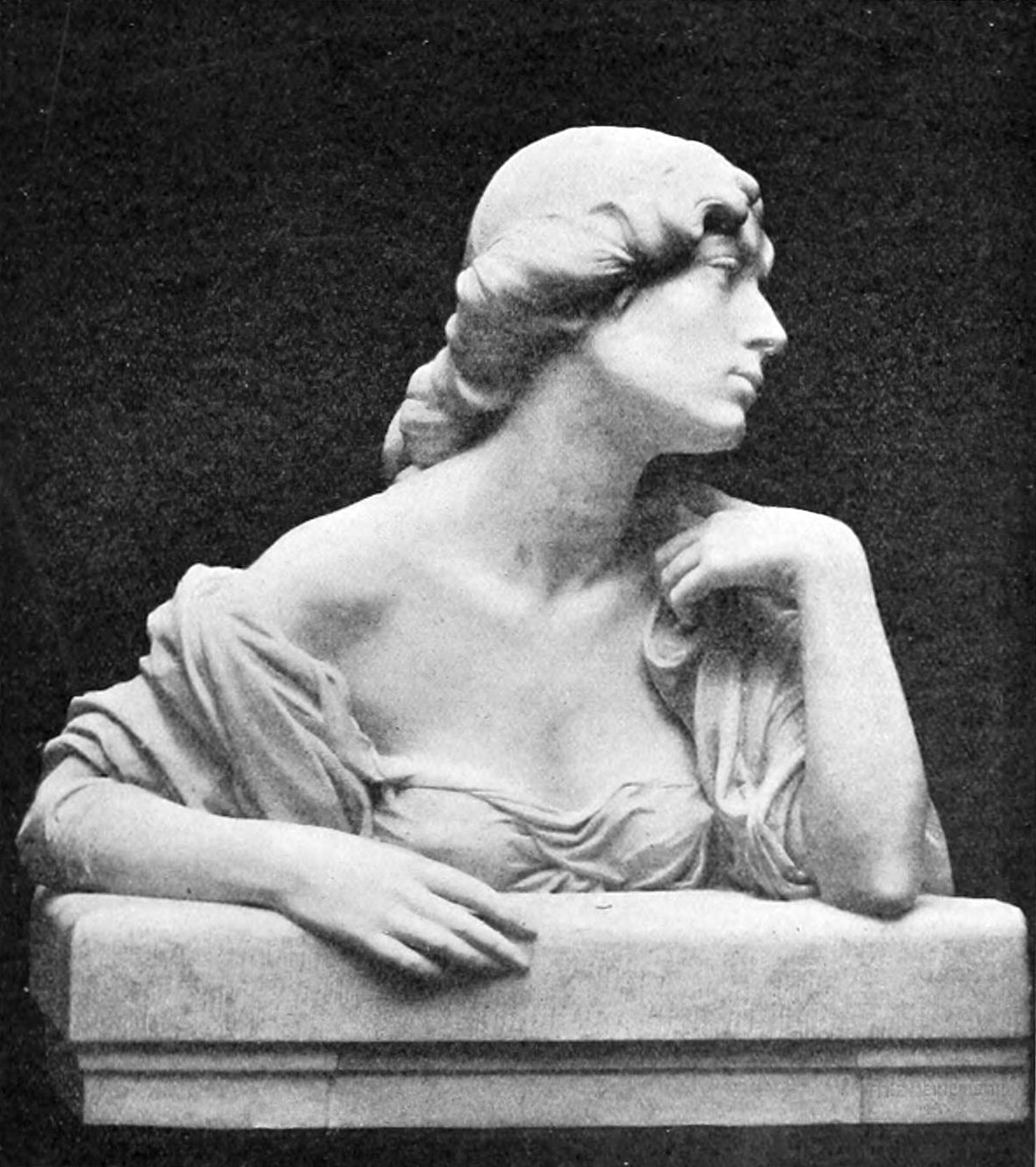
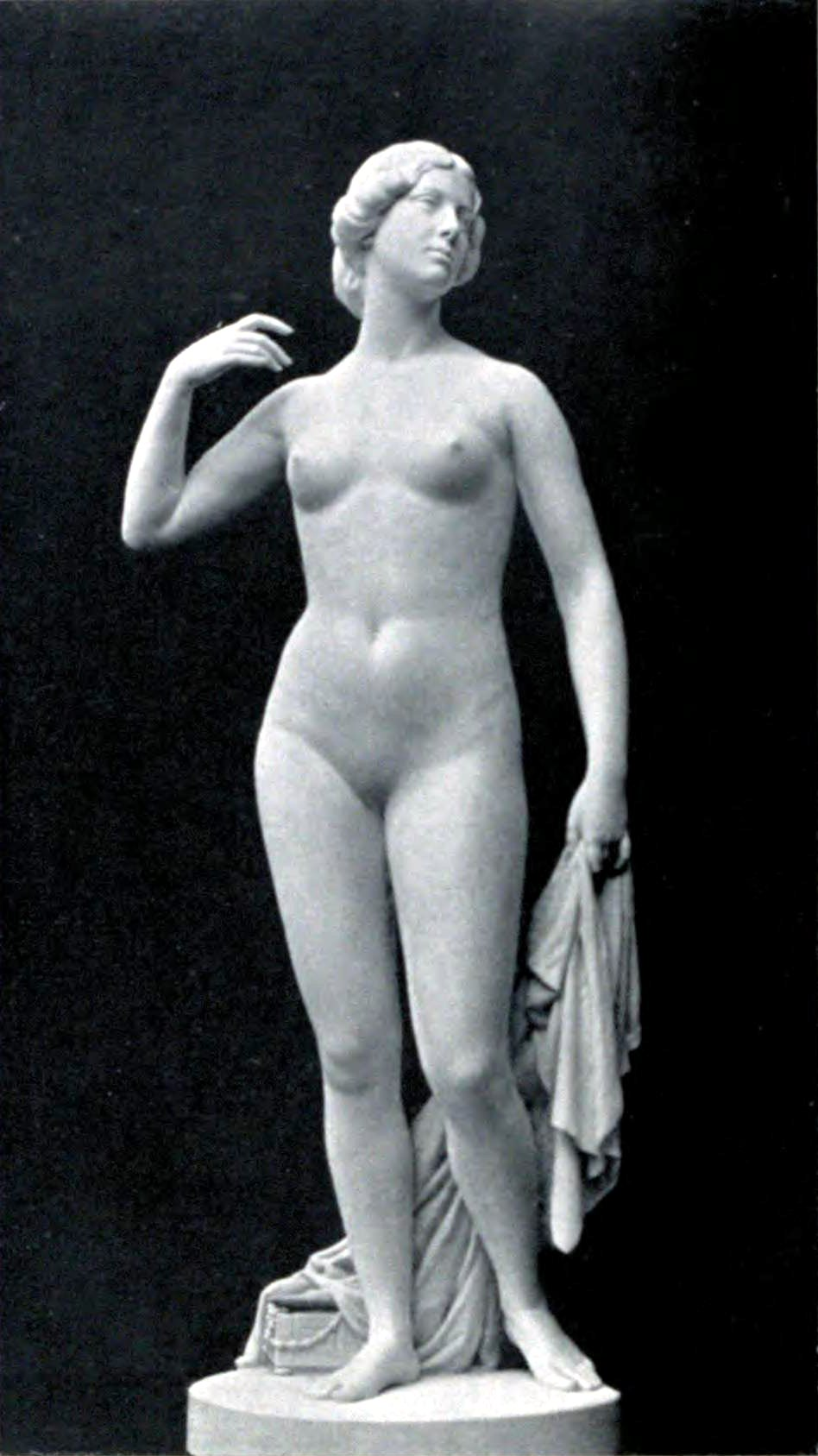